# ADONA
ADONA, das Ammoniumsalz der Perfluor-4,8-dioxa-3H-nonansäure (DONA), ist ein Emulgator, der als Hilfsstoff bei der Herstellung von Fluorpolymeren eingesetzt wird.

## Geschichte
ADONA wurde von Dyneon im Landkreis Altötting bis 2008 als Ersatzstoff für Ammoniumperfluoroctanoat (APFO), das Ammoniumsalz der Perfluoroctansäure, entwickelt. ADONA erfüllt alle Anforderungen an den Polymerisationsprozess mit geringfügigen Prozessanpassungen. Laut dem Unternehmen verfügt ADONA über ein verbessertes Umweltprofil und kann zu über 95 Prozent im Kreislauf geführt werden.

## Vorkommen
Es gibt kein natürliches Vorkommen von ADONA.

## Sicherheitshinweise
Die Europäische Behörde für Lebensmittelsicherheit (EFSA) evaluierte 2011 auf Antrag des Bundesamtes für Verbraucherschutz und Lebensmittelsicherheit (BVL) ADONA und kam dabei zum Schluss, dass es keine Sicherheitsbedenken für die Verbraucher gibt, wenn ADONA nur bei der Polymerisation von Fluorpolymeren verwendet wird, die
1. bei Temperaturen von mehr als 280 °C für mindestens 10 Minuten verarbeitet werden, und
2. bei einem Anteil von bis zu 30 Prozent und Temperaturen über 190 °C zu Polyoxymethylenpolymeren verarbeitet werden sollen, die nur für Artikel zur wiederholten Verwendung bestimmt sind.[8]

2017/18 hat das deutsche Umweltbundesamt ADONA für eine Stoffbewertung vorgeschlagen, die noch nicht abgeschlossen ist.

## Nachweis
ADONA kann mittels LC-MS/MS abgetrennt und quantifiziert werden.